# هیوندای اچ۳۵۰
هیوندای اچ۳۵۰، شناخته شده به عنوان هیوندای صولتی در کره جنوبی، مالزی و ویتنام، است این ون ۴درب تولید شده توسط خودروساز کره‌ای یعنی هیوندای تولید شده و در بازار ایران هم به عنوان ون VIP به فروش و مورد استفاده عموم قرار می‌گیرد. اچ۳۵۰ برای اولین بار در نمایشگاه خودرو هانوفر در سال ۲۰۱۴ معرفی شد و فورد ترانزیت، فیات دوکاتو، مرسدس بنز اسپرینتر، رنو مستر و فولکس واگن کرافتر را هدف قرار داد.

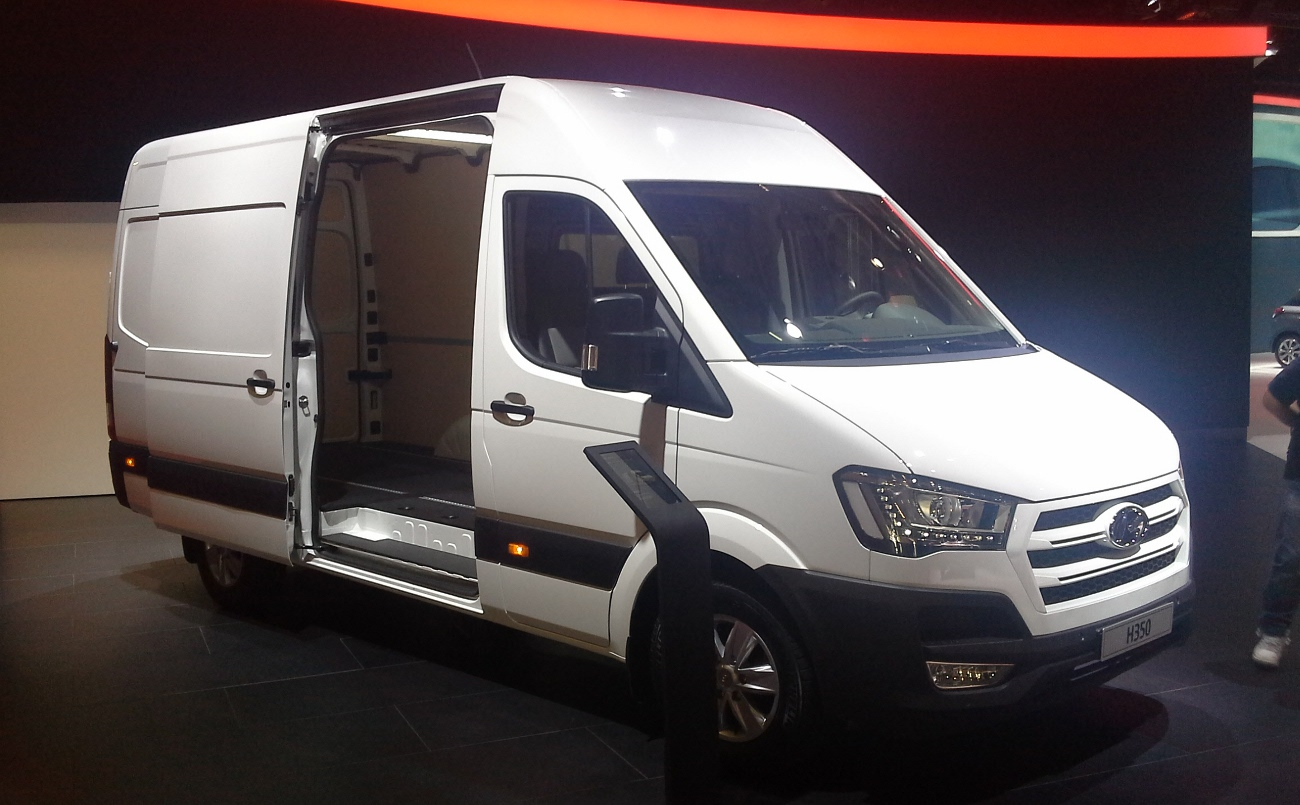
هیوندای اچ۳۵۰ در رنگ‌بندی سفید

## مشخصات فنی
اچ۳۵۰ با پیکربندی باری و مسافری و با ۳ تیپ بدنه، به فروش می‌رسد. فولادهای با استحکام بالا اکثریت ساخت وانت را تشکیل می‌دهند. این پیشرانه با موتور ۲٫۵ لیتری توربو دیزل عرضه می‌شود. این پیشرانه، ۱۶۷ اسب بخار قدرت و ۳۲۱ پوند بر فوت گشتاور تولید می‌کند. این پیشران توربو دیزل به یک جعبه دنده شش سرعته دستی متصل می‌شود که نیرو را به محور عقب منتقل می‌کند می‌کند.
برای پیکربندی مسافربری، این ون حداکثر ۱۵ نفر ظرفیت مسافر دارد. و برای نسخه‌های باری، کابین جلو می‌تواند تا ۳ نفر را در خود جای دهد. این ون دارای ویژگی‌های ایمنی مانند کیسه هوا برای راننده و سرنشین جلو است.  یک صفحه نمایش ۴٫۲ اینچی تی‌اف‌تی نیز در جلوی این خودروی و روی داشبورد قرار دارد. محفظه سرنشین فولادی با استحکام بالا ایمنی سرنشینان عقب را تضمین می‌کند. این خودرو همچنین دارای آپشن‌های ایمنی نظیر کنترل پایداری الکترونیکی است که ون را نسبت به دست دادن کنترل در حین حرکت، دور نگه می‌دارد و مانع واژگون شدن ون می‌شود.
اچ۳۵۰ تولید ضربه کامل پایین فرم‌های هیوندای و مونتاژ توسط کارخانه جئونجو در کره جنوبی، جهانی موتورز صنایع در الجزایر و کارسان شرکت در ترکیه. همچنین در ویتنام توسط THACO مونتاژ شده‌است. و توسط HARI در فیلیپین.